# Добрынина, Наталья Евгеньевна
Ната́лья Евге́ньевна Добры́нина (19 декабря 1931, Москва, СССР — 11 сентября 2015, там же, РФ) — советский и российский библиографовед, библиотековед, специалист в области социологии книги, чтения, доктор педагогических наук (1985), заслуженный работник культуры РФ (1998), член МАИ (1994).

## Биография
В 1949 году поступила на филологический факультет МГУ, которая она окончила в 1954 году, в том же году поступила в аспирантуру МГИКа, которую окончила в 1956 году. В 1954 году она устроилась на работу в ГБЛ, сначала как обычный библиотекарь, а в 1989 году она была повышена в должности — заведовала отделом библиографии, организации чтения и социологии библиотечного дела, также являлась главным научным сотрудником.
В 1968 году защитила кандидатскую диссертацию «Изучение читательских интересов как одна из научных основ библиотечно-библиографической пропаганды: на материалах исследования интересов многонационального советского читателя к русской художественной литературе», а в 1985 году — докторскую диссертацию «Теоретические и практические основы интернационализации чтения в массовых библиотеках СССР». С 1999 года вновь работала библиотекарем вплоть до своей смерти.
Член диссертационных советов при МГУКИ и РГБ.
Скончалась 11 сентября 2015 года в Москве. Прощание с ней состоялось в Хованском крематории, после чего состоялась её кремация. Урна с прахом захоронена на Новодевичьем кладбище.

## Научные работы
Основные публикации посвящены проблемам изучения читателей. Автор свыше 200 научных работ.
- Соратники мои, библиотекари: Полвека в Ленинке / Рос. гос. б-ка. — М.: Пашков дом. — 230 с.